# Vlagatelji v ljudi
Vlagatelji v ljudi (angl. Investors in people) je standard, ki služi kot orodje za ustvarjanje napredka, konkurenčnosti in kvalitete podjetja z dejavnejšim odnosom slednjega do človeških virov– njihovih zaposlenih. Gre za licenčni standard organizacije »Investors in People«,  ki ga je  leta 1991 vpeljala britanska Komisija za zaposlovanje in spretnosti (angl. UKCES), podprl pa Oddelek za podjetništvo, inovacijo in spretnosti (angl. BIS). V skladu s standardom naj bi trenutno v Veliki Britaniji delalo okoli 40.000 organizacij, licenco zanj pa se preko »Investors in People International« prenaša v številne druge države, med drugim tudi v Slovenijo.

## Zgodovina
Ideja o standardu Vlagatelji v ljudi (VVL) se je pričela oblikovati v času ekonomsko gospodarske krize, ki je v 80. letih pestila Veliko Britanijo, posledično pa je država imela v primerjavi z drugimi tudi šibkeje kvalificirano delovno silo. Različna kadrovska in delovna združenja (npr. Department for Employment) so preko preučevanja uspešnih organizacij/ podjetij ključno rešitev prepoznale v obliki ukrepov glede usmerjanja v človeške vire – osnovna ideja standarda je namreč premišljeno investiranje v izobraževanje in razvijanje zaposlenih z namenom doseči uspeh na ravni organizacije. Zbirko najboljših praks, ki so se jih posluževala preučevana podjetja, so dodatno preizkusili in prilagodili njihova merila ter leta 1989 oblikovali standard. Oblika standarda VVL, ki jo uporabljamo danes, je bila oblikovana že leta 1990, zasluge pa si lasti National Training Task Force. Takoj po uvedbi standarda so odprli obsežno raziskavo, katere namen je bilo preučiti, na kakšen način se podjetja odzivajo na VVL. Kasnejše raziskave in evalvacijske študije so poskrbele, da je standard VVL leta 1999, desetletje po uvedbi, doživel večjo posodobitev, hkrati pa pridobil na tržni vrednosti in se pričel širiti tudi izven meja Velike Britanije. 

## Vlagatelji v ljudi, Velika Britanija (Investors in People UK)
Vlagatelji v ljudi, Velika Britanija je neprofitna organizacija, ki je bila ustanovljena v začetku 90. let po uspešni uvedbi [Standardizacija|standarda]] VVL z namenom zaščititi njegovo integriteto ter zagotoviti lastništvo nad standardom, to pa bi zagotovilo ohranjanje določene ravni kvalitete in doseganje v začetku zastavljenih ciljev – dvigniti standard organizacij in podjetij po vsej državi. Organizacijo je finančno podpiral britanski Oddelek za podjetništvo, inovacijo in spretnosti, ki je pomembno vlogo odigral tudi pri uvedbi standarda VVL, svoj sedež pa ima še danes v Londonu – od tam skrbi za razvoj, politiko, napredek in kvaliteto standarda. Edina sprememba je, da se je v taistem mestu aprila 2010 organizacija uradno premestila k tako imenovani  britanski Komisiji za zaposlovanje in spretnosti, ki je od takrat tudi strateški lastnik Vlagateljev v ljudi. Kljub temu pa neprofitna organizacija obsega 7 dostavnih centrov (angl. Delivery Centers), razširjenih po vsej državi. V vsakem izmed njih je zaposlena skupina licenčnih strokovnjakov z izkušnjami upravljanja na raznolikih področjih - od poslovanja pa do motiviranja  ter angažiranja zaposlenih. 

## Razširitev standarda Vlagatelji v ljudi na mednarodno raven
Po razširitvi standarda VVL v njegovi matični domovini se je pričelo povpraševanje po njem sprva v sosednjih državah (npr. na Škotskem), kasneje pa tudi v drugih evropskih in čezoceanskih deželah. S tem namenom je organizacija Vlagatelji v ljudi ustanovila posebno mednarodno mrežo licenčnih partnerjev in strokovnjakov, ki so razvijali in zagotavljali kvaliteto pri uvedbi standarda Vlagatelji v ljudi ter poskrbeli, da so uporabniki lahko pridobili njihove storitve in akreditacije. Pri delovanju na mednarodni ravni pa je mreža organizacije še vedno skrbela za ohranjevanje integritete standarda in konstantnemu posodabljanju ter razširjanju v nove države. Danes deluje v nekaj več kot 80 državah po svetu in nudi storitve v kar 30 različnih jezikih.

## Načela standarda Vlagatelji v ljudi
Osnovno prepričanje standarda Vlagatelji v ljudi je ideja o tem, da so bistvo vsake organizacije ali podjetja zaposleni, s premišljenim vlaganjem v njihov razvoj, izobraževanje in strokovno izpopolnjevanje pa se zagotavljajo spremembe, vidne na ravni delovanja celotne organizacije,ki determinirajo njeno kvaliteto in konkurenčnost. Pomembno je poudariti, da je standard predvsem okvir, znotraj katerega lahko posamezno podjetje ali organizacija izbira med raznolikimi metodami tako, da bodo slednje odgovarjale tako njej in trenutnemu stanju kot tudi zagotavljale dosego zastavljenih ciljev v prihodnosti. Učinek in na splošno učinkovitost vpeljave standarda Vlagatelji v ljudi se preverja predvsem z vodenjem raziskav, ki spremljajo podjetja in organizacije ter spremembe, ki so jih prinesli ukrepi. V primeru nezadostnih sprememb se ukrepe ponovno prilagodi. 
Sicer ima standard Vlagatelji v ljudi 4 glavna načela: (i) obvezo, (ii) načrtovanje, (iii) izvedbo in (iv) vrednotenje. Vsako izmed načel je natančneje opredeljeno z vrsto kriterijev, utemeljenih na ustreznih dokazilih, izvajali pa naj bi se v prej navedenem vrstnem redu. 

### Obveza
Organizacija ali podjetje se obveže, da bo podpirala razvoj lastnega kadra zaposlenih z izbiro ustreznih strategij in aktivnosti, katere tudi zaposleni ocenjujejo kot učinkovite in izvedljive ter jih posledično spodbudijo k samoiniciativnem izboljšanju. Pomembno je tudi, da organizacija ali podjetje ustvari v zaposlenih občutek, da je njihov prispevek k organizaciji pomemben in pozitivno vrednoten.

### Načrtovanje
Po obvezi organizacija ali podjetje prične oblikovati načrt, katerega ključna sestavina so jasno in enoznačno zastavljeni cilji, ki so spisani razumljivo vsem zaposlenim. Vodstvo organizacije mora poskrbeti, da so z njimi seznanjene vse predstavitvene skupine ter da se razvoj zaposlenih odvija v skladu z njimi, slednji pa razumejo lastne prispevek k doseganju zastavljenih ciljev. 

### Izvedba
Med izvedbo je pomembno, da se zaposleni učinkovito izobražujejo in pridobivajo novo znanje, gradijo nove pristope in metodologijo dela, razvijajo lastne sposobnosti  v skladu z zastavljenimi cilji. V samem procesu jih morajo spremljati njihovi mentorji (angl. Managers) ter poskrbeti za ustrezno podporo zaposlenim.

### Vrednotenje
Med izvedbo in po njej se ovrednoti ali se razvoj zaposlenih pozitivno odraža na ravni dela organizacije, moštvenega dela in posameznikov – predvsem v smislu napredka na vseh teh področjih. Pozitiven rezultat procesa morajo zaznati tudi zaposleni.

## Okvir standarda in njegova uporaba
Na osnovi 20-letnega delovanja je organizacija Vlagatelji v ljudi oblikovala okvir standarda, ki je sestavljen iz treh glavnih sestavnih delov, ki ilustrirajo bistvo organizacije in izhaja in njenih zgoraj opisanih načel: (i)načrt (angl. plan), (ii) akcija (angl. do) in (iii) pregled, ocena (angl. review). V okviru vsake izmed njih so predpisani določeni principi, skladni s standardom Vlagatelji v ljudi, hkrati pa je ponujen tudi razširjen okvir za tiste organizacije in podjetja, ki želijo dodatnih sprememb za dosego ciljev.

### Načrt
Pri načrtu je smisel v oblikovanju strategij in metod z namenom izboljšanja uspešnosti podjetja/ organizacije uporabnikov. Mednje spadajo:
(1) Poslovna strategija, kjer mora imeti podjetje oblikovano neko vizijo/ namen, prav tako pa načrt in pristope za doseganje vizije. V samo načrtovanje so vključeni zaposleni, vodilni kader pa se mora za stvari posvetovati s predstavniki različnih oddelkov podjetja. 
(2) Strategija učenja in razvoja, kjer se podjetje in zaposleni naučijo postavljati jasne in z načrtom povezane prioritete, v skladu s tem poiskati dostopne vire izobraževanja in usposabljanja ter se zavedati končne evalvacije strokovno-izobraževalnega razvojnega procesa. 
(3) Strategija upravljanja z ljudmi, katere bistvo je vsem zaposlenim omogočiti enakovredne okoliščine za njihov razvoj in podporo ter možnost prispevanja idej. 
(4) Strategije vodenja in upravljanja se nanašajo na sposobnosti in spretnosti, ki jih mora imeti vsak manager/ upravitelj, če želi ustrezno opravljati svoje delo pri razvijanju in podpiranju zaposlenih, tega pa se morajo jasno zavedati tudi drugi zaposleni v organizaciji.

### Akcija
Na osnovi zastavljenega načrta se pričnejo izvajati določeni ukrepi z namenom izboljšati uspešnost podjetja preko vlaganja v zaposlene.Pri tem se poslužujejo slednjih pristopov:
(5) Učinkovitost upravljanjase zopet nanaša na upravitelje/ managerje ter njihovo zavedanje lastne učinkovitosti pri vodenju, upravljanju in razvijanju potencialov zaposlenih.  
(6) Priznanje in nagrada se nanaša na prepričanja zaposlenih o pomembnosti njihovega doprinosa k uspešnosti podjetja.
(7) Vključenost in opolnomočenje pomeni, da vodilni kader v proces odločanja aktivno vključuje zaposlene v svoji organizaciji/ podjetju, hkrati pa jih spodbuja k lastništvu in prevzemanju odgovornosti na njihovem delovnem mestu.
(8) Učenje in razvoj zaposlenih.

### Pregled
Po končanem procesu aktivnega izvajanja sprememb in ukrepov sledi evalvacija procesa in prilagoditve na način, da bi delovanje v podjetju/ organizaciji bilo bolj ustrezno in v večji meri zagotovilo uspešnost, konkurenčnost in kvaliteto slednjega. 
(9) Merjenje uspešnosti se izvaja v dveh oblikah - (i) kvantifikaciji vloženega kapitala v izobraževanje in usposabljanje zaposlenih in (ii) demonstracija vpliva sprememb na organizacijo/ podjetje. 
(10) Nadaljnje izboljšanje v obliki vrednotenih rezultatov in izboljšav v strategijah zaposlenih in upravljanju.
Podrobnosti glede razširjenega okvira standarda Vlagatelji v ljudi si lahko ogledate na njihovi spletni strani.

## Standard VVL v Sloveniji
Na slovenskem področju je že kar nekaj podjetij, ki so izpolnila pogoje in zadostila kriterijem, potrebnim za prošnjo in tudi pridobitev standarda Vlagatelji v ljudi. Kaj več o njihovi izkušnji si lahko preberete na spodnjih povezavah:
- Iskra Mehanizmi[5]
- Klinika Golnik[6]
- HRM, Strokovna revija za ravnanje z ljudmi pri delu[7]
- TNT Express Slovenija[8]
- Glotta Nova, Center za novo znanje[9]

in drugi.